# Pius X
Pius X (łac. Pius PP. X; właśc. Giuseppe Melchiorre Sarto; ur. 2 czerwca 1835 w Riese, zm. 20 sierpnia 1914 w Rzymie) – włoski duchowny rzymskokatolicki, w latach 1893–1903 patriarcha Wenecji, 257. papież w okresie od 4 sierpnia 1903 do 20 sierpnia 1914. Święty Kościoła katolickiego.

## Życiorys

### Dzieciństwo
Był synem wiejskiego listonosza i szwaczki. Niektóre źródła podają, że jego ojciec Giovanni Sarto był Polakiem, który na początku XIX wieku, pragnąc uniknąć służby wojskowej, wyemigrował z Górnego Śląska (z Boguszyc koło Toszka w powiecie gliwickim) do Włoch, zmieniając przy tym swoje dotychczasowe nazwisko Jan Krawiec (wł. sarto = pol. krawiec), natomiast jego matka Margherita była Włoszką. Jednakże 26 czerwca 2013 w Opolu odbył się kongres historyków z Polski i Włoch, na którym jednoznacznie uznano tę teorię za nieprawdziwą. Wynikiem tych badań jest wydana w 2016 publikacja Genealogia pragnień. Pius X w pamięci ludności Górnego Śląska.
Oficjalna watykańska genealogia Giuseppe Melchiorre Sarto mówi o:
- rodzicach: Giovannim Battiście (1792–1852) i Marghericie Sanson (1813–1894);
- dziadkach (od strony ojca): Giuseppem Sarto, właścicielu ziemskim, i Paoli Giacomello;
- pradziadkach: Anzolim Sarto i Antonii Liviero.

Giuseppe od urodzenia żył w wielodzietnej rodzinie, jego rodzice mieli dziesięcioro dzieci. W wieku 12 lat odebrał od patriarchy weneckiego Jacuba Monico stypendium seminaryjne, za które mógł wstąpić do seminarium.

### Kapłaństwo

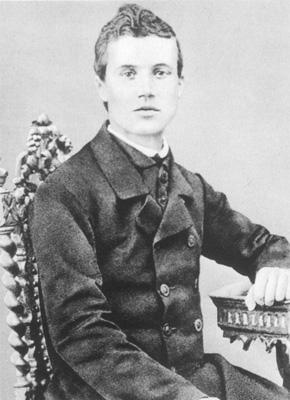
Młody Giuseppe Melchiorre Sarto

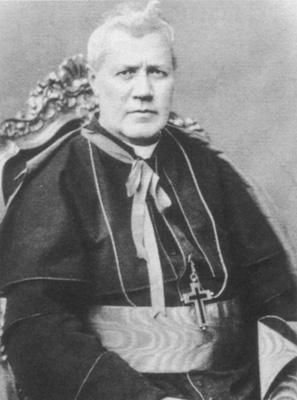
Kardynał Sarto przed konklawe

Po ukończeniu seminarium w Padwie, 18 września 1858 Giuseppe Sarto otrzymał święcenia kapłańskie od biskupa Jana Antoniego Fariny. Pracował w miejscowości Tombolo, a w 1867 został proboszczem w Salvano. W 1875 został kanonikiem w Treviso i kanclerzem. W tym samym roku został ojcem duchownym i rektorem seminarium, a rok później kanclerzem kurii biskupiej.
10 listopada 1884 Leon XIII mianował księdza Giuseppe  Sarto biskupem Mantui. Nominat przyjął sakrę sześć dni później. Najwięcej uwagi jako biskup zwracał na formację kapłanów w seminarium. 12 czerwca 1893 został kreowany kardynałem prezbiterem i otrzymał kościół tytularny San Bernardo alle Terme, a trzy dni później papież mianował go Patriarchą Wenecji. Jako pierwszy wprowadził do seminariów studia biblijne, historię Kościoła i ekonomię społeczną.

### Wybór na papieża
Po śmierci Leona XIII w lipcu 1903, najpoważniejszym kandydatem na papieża był dotychczasowy sekretarz stanu Mariano Rampolla, mający poparcie kardynałów włoskich, hiszpańskich i francuskich. Wówczas biskup krakowski kardynał Jan Duklan Puzyna złożył ekskluzywę w imieniu cesarza austriackiego Franciszka Józefa. Większość elektorów ostro zaprotestowała przeciwko interwencji władców świeckich i kontynuowała obrady, nie wykluczając kandydatury Rampolli. Wkrótce jednak okazało się, że konieczna jest elekcja kogoś znacznie różniącego się od Leona XIII i w siódmym głosowaniu – 4 sierpnia 1903 – wybrany został Giuseppe Sarto, który przyjął imię Pius X.
20 stycznia 1904, aby zapobiec podobnym przypadkom, Pius X wydał konstytucję Commissum nobis, w której w sposób zdecydowany potępił i zakazał pod karą ekskomuniki stosowania przy wyborach papieża ekskluzywy państwowej.

### Pontyfikat
Udzielił błogosławieństwa Urbi et Orbi w bazylice św. Piotra i przyjął hasło swojego pontyfikatu Wszystko odnowić w Chrystusie. Tak jak Pius IX, uznał się za więźnia Watykanu, lecz skupił się przede wszystkim na kwestiach religijnych.
Był zdecydowanym przeciwnikiem modernizmu, dając temu wyraz w dekrecie Lamentabili, encyklice Pascendi Dominici Gregis (oba z 1907) oraz w motu proprio Sacrorum antistitum (1910), gdzie ostro potępił ideały modernistyczne, określając je jako „synteza wszystkich herezji”. Od 1 września 1910 wszyscy kandydaci na duchownych musieli składać przysięgę antymodernistyczną. Generalnie popierał działalność ruchów katolickich, ale zawiesił działalność włoskiego Opera di Congressi i francuskiego Le Sillon Marca Sangiera, za angażowanie się w politykę i próbę połączenia katolicyzmu z ideałami lewicowymi.
W dziedzinie wewnętrznej podjął kroki mające zreformować Kurię Rzymską. Przede wszystkim zmniejszył liczbę kongregacji i wyznaczył im nowe zadania. 29 lipca 1908 wydał konstytucję Sapienti Consilio, w której zlikwidował stare urzędy i scentralizował administrację. Nadto powołał komisję kodyfikacyjną prawa kanonicznego. Efekty pracy tej komisji, w postaci Kodeksu prawa kanonicznego, ogłosił jednak dopiero jego następca Benedykt XV w 1917. W 1909 stworzył oficjalne pismo Acta Apostolicae Sedis, w którym ukazywały się wszystkie kolejne dokumenty papieskie. Papież dopuszczał ułatwienia Eucharystii chorym oraz tzw. wczesną komunię (dzieci w „mniej więcej siódmym roku życia”). Możliwość taką dopuścił Pius X w dekrecie Quam singulari z 1910 o Komunii świętej dzieci. Ponadto zreformował śpiewy gregoriańskie (1903) i brewiarz (1911). Przywrócił także obowiązek biskupów wizytowania Rzymu i zreorganizował Rotę Rzymską. Zachęcał do badania Pisma św. zakładając w Rzymie Papieski Instytut Biblijny. Pius X był prekursorem Akcji Katolickiej.
W sprawach konfliktu z rządem włoskim, papież stwierdził, że polityka Leona XIII nie sprawdziła się. Usiłował jednak dążyć do kompromisu w tej sprawie i rozluźnienia napiętych relacji, przez co złagodził nieco zakaz udziału katolików w wyborach. Działania Piusa i sekretarza stanu Rafaela del Vala doprowadziły do zerwania stosunków dyplomatycznych z Francją, 30 lipca 1904. Tamtejszy premier Émile Combes rozwiązał konkordat z 1801, rozdał posiadłości kościelne instytucjom świeckim i w 1905 wprowadził Rozdział Kościoła od państwa. Podobne ustalenie przeprowadzono w 1911 w Portugalii, natomiast Pius stanowczo zaprotestował przeciwko obu zarządzeniom i zabronił duchownym jakiegokolwiek porozumienia z władzami.
Jednak we wszystkich swoich działaniach czuł się w pewnym sensie osamotniony. Nie znajdował odpowiedniego wsparcia w realizacji swoich celów, związanych z pontyfikatem. Sam Pius X ujął to słowami: De gentibus non est vir mecum (Nie ma nikogo, kto by mnie wspierał).
Kreował 50 kardynałów na siedmiu konsystorzach. Jest patronem Bractwa Kapłańskiego Świętego Piusa X – skupiającego duchownych podzielających jego poglądy oraz będących przeciwnikami zmian posoborowych. Był tercjarzem franciszkańskim oraz wielkim mistrzem Zakonu Rycerskiego Grobu Bożego w Jerozolimie.

### Choroba i śmierć

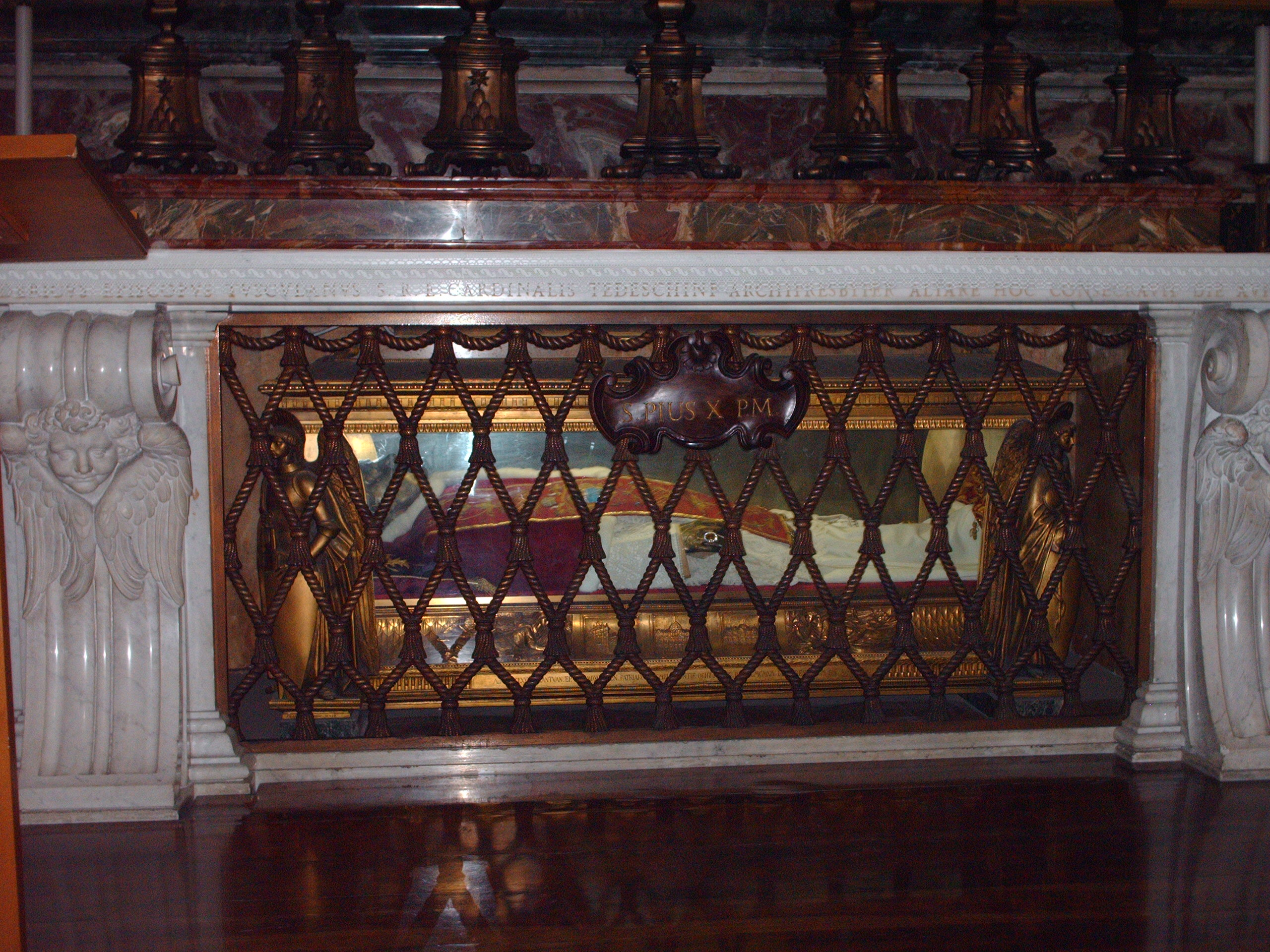
Grób Papieża Piusa X w bazylice watykańskiej

W 1913 Pius X doznał zawału serca. W 1914 zachorował i już nigdy z choroby nie wyszedł, a wydarzenia, które doprowadziły do I wojny światowej tylko pogorszyły jego stan. Pius X zmarł w Rzymie w nocy 20 sierpnia 1914 o godzinie 1:15. Jego ostatnie słowa były skierowane do wiernego współpracownika, Rafaela del Vala: Poddaję się całkowicie.
Został pochowany w bazylice św. Piotra. Jego ciało spoczywa w Kaplicy Ofiarowania NMP.
Przez historyków jest uważany za „papieża eucharystycznego” i „pioniera ruchu liturgicznego”.

## Dokumenty papieskie

### Encykliki Piusa X
Papież Pius X wydał siedemnaście encyklik:
1. E supremi apostolatus – 4 października 1903, o odnowieniu wszystkiego w Chrystusie.
2. Ad diem illum laetissimum – 2 lutego 1904, o Niepokalanym Poczęciu Najświętszej Maryi Panny.
3. Iucunda sane – 12 marca 1904, o papieżu św. Grzegorzu Wielkim.
4. Acerbo nimis – 15 kwietnia 1905, o nauczaniu doktryny chrześcijańskiej.
5. Il fermo proposito – 11 czerwca 1905, o Akcji Katolickiej we Włoszech.
6. Vehementer nos – 11 lutego 1906, o rozdziale państwa i Kościoła we Francji.
7. Tribus circiter – 5 kwietnia 1906, o mariawitach polskich.
8. Pieni l'animo – 28 lipca 1906, o duchowieństwie włoskim.
9. Gravissimo officii munere – 10 sierpnia 1906, o francuskich bractwach pobożnych.
10. Une fois encore – 6 stycznia 1907, o rozdziale Kościoła i państwa.
11. Pascendi Dominici Gregis – 8 września 1907, o doktrynie modernistów.
12. Communium rerum – 21 kwietnia 1909, o św. Anzelmie z Aosty.
13. Editae saepe – 26 maja 1910, o św. Karolu Boromeuszu.
14. Notre Charge Apostolique – 25 sierpnia 1910, o błędach Sillonu.
15. Iamdudum – 24 maja 1911, o rozdziale państwa i Kościoła w Portugalii.
16. Lacrimabili statu – 7 czerwca 1912, o Indianach Ameryki Południowej.
17. Singulari quadam – 24 września 1912, o związkach zawodowych.

### Adhortacje apostolskie
- Haerent Animo – 4 sierpnia 1908, o świętości kapłańskiej[15][16].

## Kult
Został beatyfikowany 3 czerwca 1951 przez Piusa XII. Ten sam papież dokonał kanonizacji 29 maja 1954.
Uroczystość wyniesienia Piusa X była ostatnią uroczystością kanonizacyjną głowy Kościoła w XX wieku; następny taki przypadek miał miejsce 60 lat później, kiedy to Jan XXIII i Jan Paweł II zostali wyniesieni do rangi świętych Kościoła katolickiego.
Wspomnienie liturgiczne Piusa X przypada na 21 sierpnia. W dawnym kalendarzu, którym posługują się wierni tradycji katolickiej, uczęszczający na Msze święte w klasycznym rycie rzymskim (trydenckie), wspomnienie przypada 3 września.